# 橋本晃一
橋本晃一（日語：橋本 晃一，1953年1月12日—），日本資深男性配音員、演員。出身於千葉縣。身高168cm。O型血。
本名三橋洋一（みつはし よういち）。現為自由身（Office海風業務委託），朗讀&解說劇團、主宰。專修大學文學部畢業。

## 來歷、人物
大學時期是話劇社所屬，根據本人表示加入話劇社的原因是想挑戰自我演技的可能性。並得知聲優經紀公司東京俳優生活協同組合（以下簡稱俳協）的聲優養成所正在募集研究生，進入之後成為俳協養成所的第1期生。
進入配音業界以來經歷俳協、ARTSVISION、Aksent、賢Production、Production-tanc、株式會社C.V.Tech。
1974年曾於原作漫畫改編的青春廣播劇版（日本放送播出）《愛與誠》飾演岩清水弘，及美國電影《牛仔 (1972年電影)》的續篇電視影集版擔任演員羅伯特·卡拉丁的日語配音。1977年的電視動畫《棒球少年貫太》角色鄉則久是橋本首部飾演要角的配音作品。
除了從事配音事業之外，目前在東京聲優綜合學院擔任講師全力栽培後進新人。

## 逸事
橋本當初答應參加電視動畫《聖鬥士星矢》主要角色天龍座紫龍的試鏡會，事後不知為何會被調配幫天鵝座冰河配音。

## 演出
粗體字表示主要角色。

### 電視動畫
1975年
- 萬里尋父（日语：アンデス少年ペペロの冒険）（村莊男子B、鄔戈的手下、奧馬、青年、士兵、荷西）

1976年
- 無敵太空船（肯特隊長、潘薩隊長、康特）
- 時間飛船（山彥）
- 尋母三千里（青年 等）
- 無敵飛天俠（士兵）
- 妖怪傳 貓目小僧（和彥、死神 等）

1977年
- 棒球少年貫太（日语：一発貫太くん）（鄉則久[注 1]）
- 好小子（日语：おれは鉄兵）
- 萬能賽車飛龍號（日语：とびだせ!マシーン飛竜）（風間力〈初代〉）
- 野球狂之詩（日语：野球狂の詩）（千藤光、大川、白虎隊 等）

1978年
- 一球先生（日语：一球さん）（小倉康）
- 宇宙魔神大劍王（賽希爾）
- 銀河鐵道999（影郎）
- 無敵鋼人泰坦3（船長、副官）

1979年
- 科學探險隊5
- 哆啦A夢 (大山羨代版)（野比大雄〈青年時期〉）
- 花仙子
- 漫畫猿飛佐助（霧隠才藏）

1980年
- 加油元氣（日语：がんばれ元気）（部員B）
- 銀河鐵道999（賽斯）
- （虎夫）
- 原子小金剛 (1980年版)（少年機器人）
- 傳說巨神伊甸王（馬爾斯·班特）
- 大白鲸（機師 等）

1981年
- 早安！蘇龐克（日语：おはよう!スパンク）

1982年
- 怪物小王子 (1980年版)
- The♥南瓜酒（社團社員）
- 野生的咆哮（日语：野生のさけび）

1983年
- 亞空大作戰斯蘭格爾（克勞查、維克多、小隊長）
- 機甲創世記（青年A、艾媞）
- 足球小將翼 (昭和版)（若林源三）
- 聖戰士丹拜因（フェイ·チェンカ）
- 超時空世紀歐卡斯（史瑞）
- 奈奈子SOS（日语：ななこSOS）（馬林）
- 小超人帕門 (1983年版)（警官、巡警、春男、調教師、警官、電線工事夫、選手、原田選手）
- 漫畫日本史（日语：まんが日本史 (日本テレビ)）（足利義尚、種子島時堯）

1984年
- 宗谷物語（日语：宗谷物語）（川上）
- 超攻速加爾比昂（日语：超攻速ガルビオン）（無宇）
- 雷射戰士雷薩里昂（迦羅）
- 牧場上的少女卡特莉（維爾傑米）
- 夢戰士WING-MAN（日语：ウイングマン）（渡邊廣黃）
- 請多指教跑車郎中（日语：よろしくメカドック）（風見潤）

1985年
- 蒼藍流星SPT雷茲那（戴洛）

1986年
- 綠野仙蹤
- 銀牙 -流星 銀-（威爾遜[7]）
- 一氣人（日语：剛Q超児イッキマン）（廣播、唐・哈連奇諾）
- 聖鬥士星矢（天鵝座冰河（日语：白鳥星座の氷河）[8]）
- 高校！奇面組（日语：ハイスクール!奇面組）（七轉八百樹）
- 天威勇士 克羅諾斯的大逆襲（洛多·多利魯）
- 嘿！奔奔

1987年
- 超能力魔美（太郎、森田、警官、炸魚排男子 等）
- 城市獵人（廣播、犯人）
- 新楓葉鎮物語棕櫚鎮篇（巴迪）
- 高爾夫球手猿（日语：プロゴルファー猿）（二宅美良）
- 妙手小廚師（秋彥）

1988年
- 極速悍將（日语：F (漫画)）（機械師）
- 鬥將!! 拉麵男（陳）
- 妳好！淑女小琳（日语：レディ!!#ハロー！レディリン）（吉姆）

1989年
- 森林大帝 (1989年版)（動物園廣播）
- 新仙魔大戰（聖）
- 大耳鼠（旁白、電視的聲音）
- 黑色推銷員（中島建一、出原奈也巳、宗利清、泊場梨雄、長井道範、梶大介）

1990年
- 美味大挑戰（主持人、警官）
- 神通小精靈（明日香龍）

1991年
- 橫山光輝 三國志（蔡瑁）
- 閃電霹靂車（廣播）
- 校園七大不可思議神秘事件（日语：ハイスクールミステリー学園七不思議）（栗原老師）

1992年
- 超仙魔大戰（ロッキング）

1993年
- 足球風雲（芹澤直茂）
- 忍者亂太郎（兄弟忍者·兄、飯田苦內）

1994年
- 機動武鬥傳G鋼彈（黃潤發）
- 忍者亂太郎（子餅若菜〈初代〉）
- 美少女戰士S（藥師寺角錐）

1995年
- 忍者亂太郎（烤番薯屋、忍者五郎）

1996年
- 鬼太郎 (第4作)（夜叉、化）
- 浪客劍心（金倉）

1997年
- 靈異獵人（主持人）

1998年
- 魔法陣都市（羅伊〈羅伯特·戴維斯〉）
- 名偵探柯南（順子的父親）

2000年
- ONE PIECE（克洛／克拉巴特爾）

2001年
- 永恆傳奇 THE ANIMATION（塔斯泰克·布魯卡諾）

2004年
- 冒險王比特（巴拉薩）

2006年
- 哆啦A夢 (水田山葵版)（野比伸郎〈第2代〉）
- 真仙魔大戰（聖英ナポネロン）

2007年
- 鬼太郎 (第5作)（片岡守）

2012年
- ONE PIECE 娜美特別篇 ～領航員之淚與夥伴的羈絆～（克洛／克拉巴特爾）

2014年
- ONE PIECE（薩伊）

2015年
- ONE PIECE 薩波特別篇 ～3兄弟的羈絆 奇跡的再會和被繼承的意志～（薩伊）

2017年
- ONE PIECE 東海特別篇 ～魯夫與四位夥伴的大冒險～（日语：ONE PIECE エピソードオブ東の海 〜ルフィと4人の仲間の大冒険!!〜）（克洛／克拉巴特爾）

### 電影動畫
1981年
- 劇場版 頑皮大師

1982年
- 大提琴手高修
- 傳說巨神伊甸王 接觸篇 THE IDEON; A CONTACT（馬爾斯·班特）
- 傳說巨神伊甸王 發動篇 THE IDEON; Be INVOKED（馬爾斯·班特）

1983年
- 哆啦A夢：大雄的海底鬼岩城（隊員）

1985年
- 光子帆船星光號奧丁（日语：オーディーン 光子帆船スターライト）（岩佐一馬）
- 足球小將翼：決戰歐洲（若林源三）
- 足球小將翼：危險！全日本Jr.（若林源三）
- 忍者哈特利+小超人帕門：忍者怪獸吉波VS奇蹟蛋（日语：忍者ハットリくん+パーマン 忍者怪獣ジッポウVSミラクル卵）（車掌）

1986年
- 足球小將翼：奔向明日！（若林源三）
- 足球小將翼：世界大決戰!! Jr. 世界盃（若林源三）
- 還有第11人！（日语：11人いる!）
- 哆啦A夢：大雄與鐵人兵團（機器人兵B）

1987年
- 聖鬥士星矢系列[注 2]（天鵝座冰河（日语：白鳥星座の氷河））
- （廣播）
- 魯邦三世：風魔一族的陰謀（風魔B）

1989年
- 哆啦A夢：大雄的日本誕生（時光巡邏隊隊員）

1990年
- 劍之介少爺（日语：剣之介さま）（劍之介的父親）

1991年
- 哆啦A夢：大雄的天方夜譚（商人）

1992年
- 魔法陣都市2 THE MOTION PICTURE（羅伊〈羅伯特·戴維斯〉）

1994年
- 三國志 完結篇 遼闊的大地（馬超孟起）

2001年
- 名偵探柯南：往天國的倒數計時（原佳明[9]）

2004年
- 劇場版 乳霜檸檬（河野隆二）
- 聖鬥士星矢 天界篇：序奏 ～overture～（天鵝座冰河）

### OVA
1985年
- 乳霜檸檬 亞美·AGAIN（河野隆二）
- 檸檬雞尾酒 LOVE30S 在淋濕的雨中（日语：酎ハイれもん LOVE30S）
- 無限地帶23（參謀B）

1986年
- 戰區88
- 無限地帶23 PARTII 要·保·密·喔（中尾）

1988年
- 乳霜檸檬 亞美·在那之後（河野隆二）
- 乳霜檸檬 STAR TRAP（喬克東鄉）
- 莉娜劍狼傳說（日语：レイナ剣狼伝説）（洛多·多利魯）

1989年
- 新足球小將翼（若林源三）

1990年
- 賽車場之狼II 莫戴娜之劍（日语：サーキットの狼II モデナの剣）（速水徹）

1991年
- 機動戰士鋼彈0083：Stardust Memory（畢考克、下士官）
- 銀河英雄傳說（姜塔·奇斯里）
- 白龍傳說（日语：ドラゴンフィスト）（加宣尚紀）

1993年
- [[麵包超人|麵包超人 一起學習 下雪了！是滑雪！讓我們都滑吧！（白熊）

2003年
- 聖鬥士星矢 冥王黑帝斯十二宮篇（日语：聖闘士星矢 冥王ハーデス編）（天鵝座冰河）

### 遊戲
1994年
- 足球小將翼（若林源三）
- 足球小將翼V 霸者的稱號（若林源三、阿爾席翁）

1996年
- 新超級機器人大戰（日语：新スーパーロボット大戦）

1997年
- 超級機器人大戰F（フェイ·チェンカ）

1998年
- 超級機器人大戰F完結篇（フェイ·チェンカ、黃潤發）

1999年
- 超級機器人大戰完全版（フェイ·チェンカ）

2000年
- SD鋼彈 G世代-F（黃潤發、朱納斯·里亞姆、雷恩·艾姆）
- 超級機器人大戰α（黃潤發）
- 聖戰士DUNBINE ～聖戰士傳說～（黃潤發）

2001年
- 超級機器人大戰α for Dreamcast（黃潤發）
- ONE PIECE 偉大航路之爭！（日语：ONE PIECE グランドバトル!）（克洛／克拉巴特爾、伊卡萊姆）

2002年
- 超級機器人大戰IMPACT（日语：スーパーロボット大戦IMPACT）（洛多·多利魯）
- ONE PIECE 偉大航路之爭！2（日语：ONE PIECE グランドバトル! 2）（克洛／克拉巴特爾）

2003年
- ONE PIECE 海洋之夢！（克洛／克拉巴特爾）

2004年
- 超級機器人大戰MX（洛多·多利魯）
- 超級機器人大戰GC（日语：スーパーロボット大戦GC）

2005年
- 超級機器人大戰MX PORTABLE（洛多·多利魯）
- 聖鬥士星矢 聖域十二宮篇（日语：聖闘士星矢 聖域十二宮編）（天鵝座冰河）
- ONE PIECE 偉大航路之爭！RUSH（日语：ONE PIECE グラバト! RUSH）（克洛／克拉巴特爾）
- ONE PIECE 海盜嘉年華（日语：ONE PIECE パイレーツカーニバル）（克洛／克拉巴特爾）

2006年
- 超級機器人大戰XO（日语：スーパーロボット大戦GC）

2007年
- 超級機器人大戰Scramble Commander the 2nd（日语：スーパーロボット大戦Scramble Commander the 2nd）（黃潤發）

2008年
- 超級機器人大戰A PORTABLE（黃潤發）
- ONE PIECE 無限巡航 Episode:1 -波浪中的秘寶-（日语：ONE PIECE アンリミテッドクルーズ）（克洛／克拉巴特爾）

2010年
- ONE PIECE 大決戰！（日语：ONE PIECE ギガントバトル!）（克洛／克拉巴特爾）

2011年
- ONE PIECE 大決戰！2 新世界（日语：ONE PIECE ギガントバトル! 2 新世界）（克洛／克拉巴特爾）
- ONE PIECE ONEPY B MATCH IC（日语：ワンピーベリーマッチ）（克洛／克拉巴特爾）

2012年
- ONE PIECE ROMANCE DAWN 冒險的黎明（日语：ワンピース ROMANCE DAWN 冒険の夜明け）（克洛／克拉巴特爾）

2014年
- ONE PIECE 超級盛大對戰（克洛／克拉巴特爾）

2015年
- ONE PIECE 海賊無雙3（克洛／克拉巴特爾）

2017年
- 足球小將翼 ～奮戰夢幻隊～（若林源三[10]）

### 外語配音

#### 電影
- 情定日落橋（英语：A Little Romance）（Daniel Michon〈Thelonious Bernard〉）※VHS版。
- 美國風情畫 ※富士電視台版。
- 牛仔（英语：The Cowboys）（Slim Honeycutt〈羅伯特·卡拉丁〉）※NHK版。
- 山地之王（英语：King of the Mountain (film)）（Big Tom〈William Forsythe〉）※日本電視台版。
- 小教父（英语：The Outsiders (film)） ※富士電視台版。
- 第一次接觸 ※富士電視台版。
- 情人與親眷（日语：続・青い体験） ※富士電視台版。
- 星際大戰4：曙光乍現（C-3PO）※THE STORY OF THE STAR WARS版。
- Survival of Dana（英语：Survival of Dana）

#### 電視影集
- 霹靂遊俠
- 警網鐵金剛（英语：Kojak）
- 愛之船
- The Professionals（英语：The Professionals (TV series)）

#### 動畫
- Crocadoo（英语：Crocadoo）（魯弗斯·B·哈達克〈托尼·巴里（英语：Tony Barry）〉）
- 音速小子（蛋頭博士）
  - 音速小子歷險記（蛋頭博士）

### 廣播劇
- 日本放送 夜晚的劇場屋（日语：夜のドラマハウス）
- 日本放送 青春廣播劇場·愛與誠（日语：愛と誠）（岩清水弘）
- 日本放送 再會了宇宙戰艦大和號 愛的戰士們（日语：さらば宇宙戦艦ヤマト 愛の戦士たち）
- 成人之日特集「青春日記不還」（日記朗讀）

### CD
- 電磁超人飛金剛附有廣播劇的唱盤（敷島龍介）
- 足球小將翼系列（若林源三）
  - 集英社卡式錄音帶書「迎向光榮傳說之卷」
  - 集英社卡式錄音帶書「復活！黃金組合之卷」
  - SOUND TRACK「足球小將翼」（昭和版OP動畫片頭曲「燃」的合音）
- 卡式錄音帶書（河野隆二）[注 3]
- CD廣播劇精選 三國志（日语：CDドラマコレクションズ 三國志）（呂布奉先）
- 魔法陣都市系列（羅伊〈羅伯特·戴維斯〉）
  - 「WARNING」
  - 「DANGER」
  - 「MOBIUS COLLAGE」
  - 「幕末闇婦始末記CD Kinema2」
- 聖鬥士星矢系列（天鵝座冰河）
  - 「銀河戰爭·夢幻對決篇」
  - 集英社卡式錄音帶書「星下」
  - 集英社卡式錄音帶書「黃金十二宮前篇」
  - 集英社卡式錄音帶書「黃金十二宮後篇」
  - 「冥王巴德斯篇 形象專輯」
  - 「聖鬥士星矢後記 -新的神話-」
  - 「聖鬥士星矢1997 -少年記-」

### 電視劇
- 風與雲與彩紅（日语：風と雲と虹と）（青年和尚）
- 前略母親大人（日语：前略おふくろ様）（僧侶）－第2季第7話。
- 向太陽怒吼！（日语：太陽にほえろ!）
- 有點我行我素（日语：ちょっとマイウェイ）（教師）－第4話。
- 秘密戰隊五連者（加油站加油員）－第75話。
- 小露寶

### 教育節目
- （初代大哥哥，1977年4月－1978年3月）

### 廣告
- National  OZMA（1983年）
- 丸大（日语：丸大食品） 時空戰士香腸（1986年）

## 腳註

## 外部連結
- Office海風公式官網的資歷簡介 （页面存档备份，存于） （日語）